# Cratyna salomonis
Cratyna salomonis är en tvåvingeart som först beskrevs av Werner Mohrig och Boris Mamaev 1985.  Cratyna salomonis ingår i släktet Cratyna och familjen sorgmyggor.
Artens utbredningsområde är Lettland. Inga underarter finns listade i Catalogue of Life.